# Margaret Brown
Margaret „Maggie” Brown z domu Tobin (ur. 18 lipca 1867 w Hannibal, zm. 26 października 1932 w Nowym Jorku) – jedna z najsłynniejszych pasażerek RMS „Titanic”, znana również jako Niezatapialna Molly Brown.

## Życiorys
Margaret urodziła się w 1867 roku w rodzinie irlandzkich emigrantów Johna Tobina (1820-1899) i Johanny Collins (1825-1905) jako druga z sześciorga dzieci małżeństwa, w mieście Hannibal w stanie Missouri.

W wieku 18 lat przeprowadziła się do Leadville w stanie Kolorado razem z siostrą, gdzie poznała Jamesa Josepha Browna, za którego wyszła za mąż 1 września 1886. Margaret nie zaprzeczała nigdy, iż ślub wzięła dla pieniędzy. Mówiła: Chciałam bogatego męża, a znalazłam miłość mojego życia. Margaret zdobyła uznanie jako feministka, walcząca o prawa kobiet w Kolorado.
 
W roku 1894 państwo Brown wyprowadzili się do Denver, w tym samym stanie. W tym mieście Margaret zapoczątkowała Damski Klub Spotkań, gdzie kobiety mogły się uczyć czytać, pisać, a także uczyły się gry aktorskiej. W roku 1901 Margaret wyjechała do Nowego Jorku studiować. Nauczyła się trzech języków – francuskiego, niemieckiego i rosyjskiego. W roku 1909 i 1914 startowała w wyborach do Senatu Stanów Zjednoczonych. Uczestniczyła również w zbieraniu funduszy na budowę katedry w Denver. Państwo Brown mieli dwoje dzieci – Lawrence'a i Catherin Ellen („Helen”). Od 1909 żyli w separacji, lecz pozostali przyjaciółmi. James zmarł w roku 1922, zostawiając żonie cały majątek. Margaret Brown zmarła 10 lat później z powodu guza mózgu.

## Rejs na „Titanicu”
Margaret Brown znana jest głównie ze swojej przygody na legendarnym „Titanicu”. Margaret podróżowała po Europie i Egipcie ze swoją córką Helen, studentką Sorbony, gdy dowiedziała się, że jej pierwszy wnuk (syn Lawrence'a) jest chory. Natychmiast postanowiła wracać do USA i zarezerwowała bilet na najbliższy rejs – na „Titanicu”. Córka zdecydowała się pozostać w Londynie. 10 kwietnia 1912 Margaret wyruszyła w podróż. Gdy statek tonął (15 kwietnia), pomagała pasażerom wsiadać do łodzi ratunkowej. Gdy omyłkowo posadzono ją do łodzi ratunkowej nr 6, Molly powstrzymała wodowanie łodzi, gdyż uważała, iż nie była w pełni załadowana pasażerami. Gdy „Titanic” zatonął, Molly chciała popłynąć ku rozbitkom, by móc ich więcej uratować, lecz sprzeciw obecnych na szalupie uniemożliwił jej to. Już na pokładzie statku „Carpathia”, który uratował ponad siedmiuset rozbitków z „Titanica”, Margaret pomogła zorganizować Komitet Rozbitków i została wybrana na jego przewodniczącą. Zanim statek dotarł do Nowego Jorku Brown uzbierała prawie 10 tysięcy dolarów na rzecz najuboższych pasażerów „Titanica”, którzy stracili cały swój majątek. Zeszła z pokładu „Carpathii” dopiero po tym, jak wszyscy ocaleni pasażerowie spotkali się z rodzinami, przyjaciółmi bądź uzyskali pomoc medyczną.
29 maja 1912 jako przewodnicząca Komitetu Rozbitków wręczyła srebrny puchar kapitanowi „Carpathii” oraz medale każdemu z członków załogi statku. W późniejszych latach przyczyniła się do powstania pomnika ofiar „Titanica” w Waszyngtonie. Odwiedziła również cmentarz w Halifaxie w Nowej Szkocji, by złożyć wieńce na grobach ofiar. Szczególnie martwiło ją to, że jako kobieta nie może zeznawać w przesłuchaniach w sprawie katastrofy. Spisała więc własną wersję wydarzeń, która została opublikowana w gazetach w Denver, Nowym Jorku i Paryżu.
Z czasem jej historia była wyolbrzymiana i przypisywano jej coraz to nowsze i śmielsze czyny, jakoby Margaret miała wyławiać z wody tonących pasażerów, lecz nie są one prawdą. Już po jej śmierci zaczęto nazywać ją niezatapialną Molly, mimo że za życia mówiono na nią Maggie, a nie Molly.